# Le Trésor des tsars

Le Trésor des tsars (titre original : Maciste alla corte dello Zar) est un film italien de Tanio Boccia sorti en 1964.

## Synopsis
Un groupe de spéléologues envoyés par le Tsar effectuent des recherches dans une caverne glaciale.
Ils découvrent un sarcophage contenant le corps d’un géant. Ramené au jour et à la chaleur, le corps se ranime et commence à bouger…

## Fiche technique
- Titre original : Maciste alla corte dello zar
- Titre belge : : Maciste et le Trésor des tsars
- Réalisation : Tanio Boccia (sous le nom d'« Amerigo Anton »)
- Scénario : Tanio Boccia, Alberto de Rossi et Mario Moroni
- Version française : E.D.P.S.
- Adaptation : Michel Lucklin
- Directeur de la photographie : Aldo Giordani
- Système : Cinémascope , Technicolor
- Musique : Carlo Rustichelli
- Directeur de production : Renato Panetuzzi
- Production : Cineluxor
- Producteur : Luigi Rovere
- Effets spéciaux : Eugenio Ascani
- Figurines et costumes : Walter Patriarca
- Genre : film d'aventure, film d'action
- Pays :  Italie
- Aspect ratio : 2.35 : 1
- Durée : 84 minutes
- Distributeur en France : Cosmopolis films et les films Marbeuf
- Date de sortie :
  -  Italie : 4 mars 1964
  -  France : 24 mars 1965

## Distribution
- Kirk Morris (VF : Jacques Deschamps) : Maciste (vf : Mirko)
- Gloria Milland (VF : Jane Val) : Nadia
- Massimo Serato (VF : Jean-Pierre Duclos) : le tsar
- Ombretta Colli (VF : Lisette Lemaire) : Sonia
- Dada Gallotti (VF : Michele Montel) : Katia
- Giulio Donnini (VF : Rene Beriard) : Igor, conseiller du Tsar
- Ugo Sasso (VF : Jean Clarieux) : Petrovich
- Luigi Scavran (VF : Jean Violette) : Boris
- Franco Pechini (VF : Yves Brainville) : un partisan
- Giorgio Bixio : Fjodor le sage
- Nello Pazzafini : le gardien
- Giovanni Sabbatini : le vieux sage
- Attilio Dottesio : le chef des rebelles
- Renato Rossini : le capitaine, chef des pillards
- Arnaldo Arnaldi : Alexandre
- Tom Felleghy (VF : Michel Gatineau) : Hakim
- Consalvo Dell'Arti : Ivanovich